# إيرنيستو بلاك
إيرنيستو بلاك (بالإسبانية: Ernesto Black)‏ هو مجدف أرجنتيني، (و. 1909  م).

## وصلات خارجية
- إيرنيستو بلاك على موقع الاتحاد الدولي للتجديف (الإنجليزية)
- إيرنيستو بلاك على موقع أوليمبيديا (الإنجليزية)